# Atexca
Atexca är en ort i Mexiko.   Den ligger i kommunen Zacatlán och delstaten Puebla, i den sydöstra delen av landet, 130 km nordost om huvudstaden Mexico City. Atexca ligger 2 656 meter över havet och antalet invånare är 344.
Terrängen runt Atexca är huvudsakligen kuperad, men den allra närmaste omgivningen är platt. Runt Atexca är det ganska tätbefolkat, med 54 invånare per kvadratkilometer. Närmaste större samhälle är Zacatlán, 10,5 km öster om Atexca. I omgivningarna runt Atexca växer huvudsakligen savannskog.